# Tengelmann (tập đoàn)
Tengelmann Warenhandelsgesellschaft KG (công ty mua bán hàng hóa) là một công ty có trụ sở tại Mülheim, Đức, hoạt động như công ty mẹ cho nhiều doanh nghiệp bán lẻ. Chủ đầu tư là gia đình Haub.
Trong bảng xếp hạng trong số 500 doanh nghiệp gia đình lớn nhất ở Đức của tạp chí Wirtschaftsblatt, công ty này xếp hạng thứ 10.

## Cơ cấu
Tập đoàn này có các chi nhánh dưới đây:
- Kaiser’s Tengelmann, 531 siêu thị.
- KiK Textilien und Non-Food GmbH, với trên 3.000 tiệm quần áo giá rẻ ở Đức, 235 ở Áo, 2 ở Cộng hòa Séc và 1 ở Slovenia
- Woolworth GmbH, với 200 tiệm đồ dùng giá rẻ ở Đức
- Obi Bau- und Heimwerkermärkte GmbH & Co. Franchise Center KG, một chuỗi tiệm Do it yourself (dụng cụ và vật liệu xây cất bán lẻ) với 340 tiệm ở Đức và 173 ở châu Âu.